# Heinsener Klippen
Natuurreservaat Heinsener Klippen, Graupenburg is een natuurreservaat (Duits: Naturschutzgebiet, afgekort als NSG) in de Duitse deelstaat Nedersaksen, district Holzminden, Samtgemeinde Bodenwerder-Polle en Samtgemeinde Bevern. Het is 325, tot aan de fusie eind 2020 met het aangrenzende Graupenberg 231, hectare groot en het ligt op een heuvelrug binnen een meander van de Wezer aan de overzijde van Heinsen in het Weserbergland. De heuvelrug heeft als toppen Kapenberg (234 meter) en Knupp (242 meter boven Normalnull) en bestaat uit kalkgesteente. Zij rijst in het zuiden steil op uit het Wezerdal. Hier bevinden zich steile rotswanden, waaraan het gebied zijn naam ontleent. Van het gebied maakt een 60 ha groot bosreservaat (Duits: Naturwaldreservat afgekort als NWR) deel uit. Kenmerkende vegetaties zijn hellingbossen van droge kalkgronden, verschillende typen beukenbossen zoals lievevrouwebedstro-beukenbos (Aspero-Fagetum of Galio odorati- Fagetum) en het orchideeënrijk beukenbos (Carici-Fagetum). Op de op het zuiden geëxponeerde helling zijn typen als het esdoorn-lindenbos en het eiken-haagbeukenbos aan te treffen. Het hele natuurreservaat heeft als bestemming natuurbos gekregen, toch mogen in delen van het reservaat bosbouwactiviteiten plaatsvinden. De beperking is dan dat er geen gebiedsvreemd naaldhout aangeplant mag worden.
Het natuurreservaat maakt deel van het FFH-Gebiet, Nederlands:  Habitatrichtlijn- gebied Burgberg, Heinsener Klippen, Rühler Schweiz en het Vogelrichtlijngebied Sollingvorland.
Van het natuurreservaat maakt een voormalige steengroeve deel uit. Ook ligt er een afgedekte voormalige vuilstort die door het reservaatgebied omgeven wordt, maar er niet toe behoort. Het reservaat is in 1986 ingesteld en is in 2001 met 110 hectare uitgebreid.
Ten noorden van de Heinsener Klippen ligt het natuurreservaat In den Eichen en ten oosten grensde het aan het, overwegend uit soortgelijk beukenbos bestaande, natuurreservaat Graupenburg, waarmee het per 10 december 2020 "gefuseerd" is.

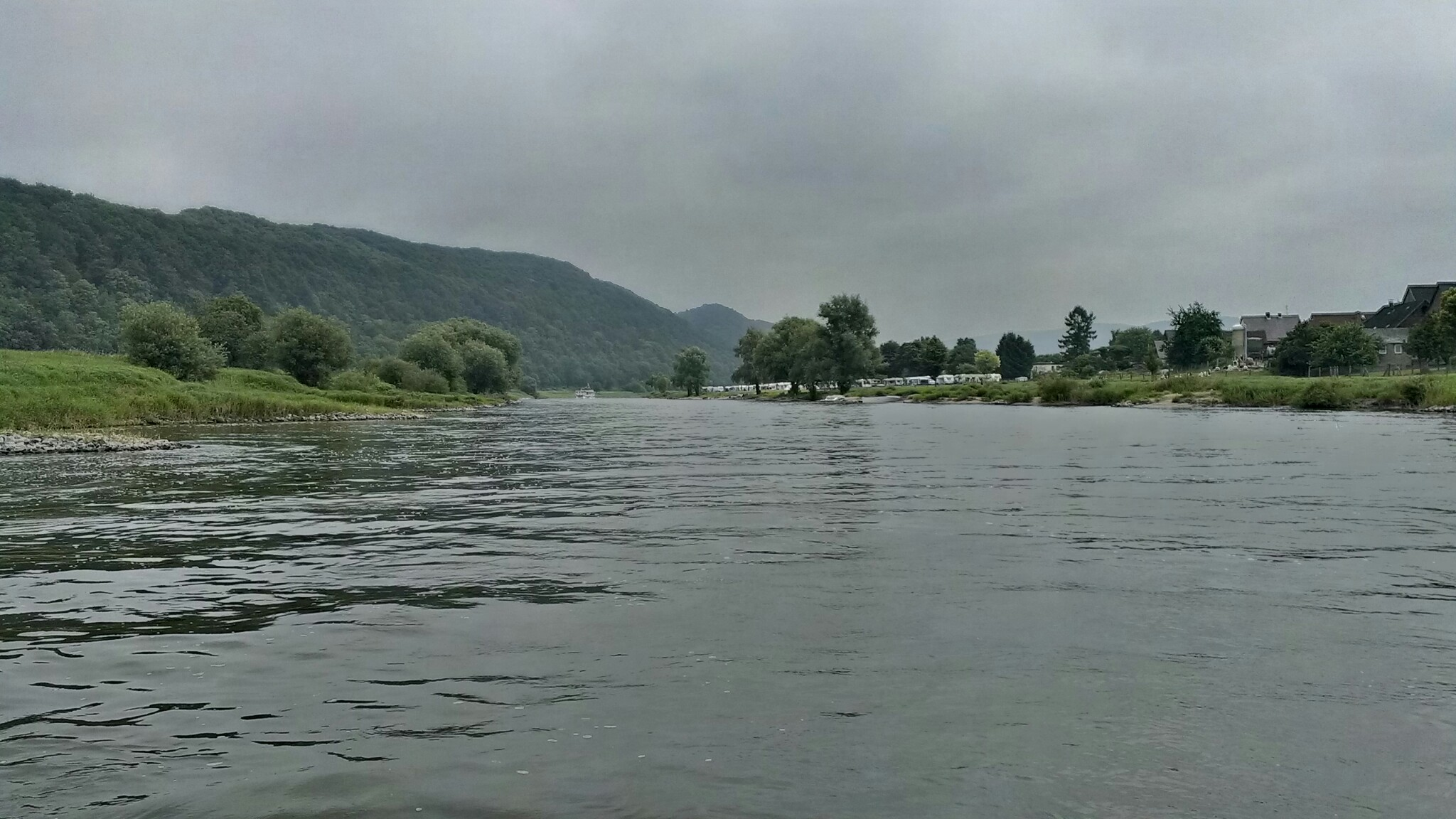
Bergrug van de Heinsener Klippen van de Wezer af gezien
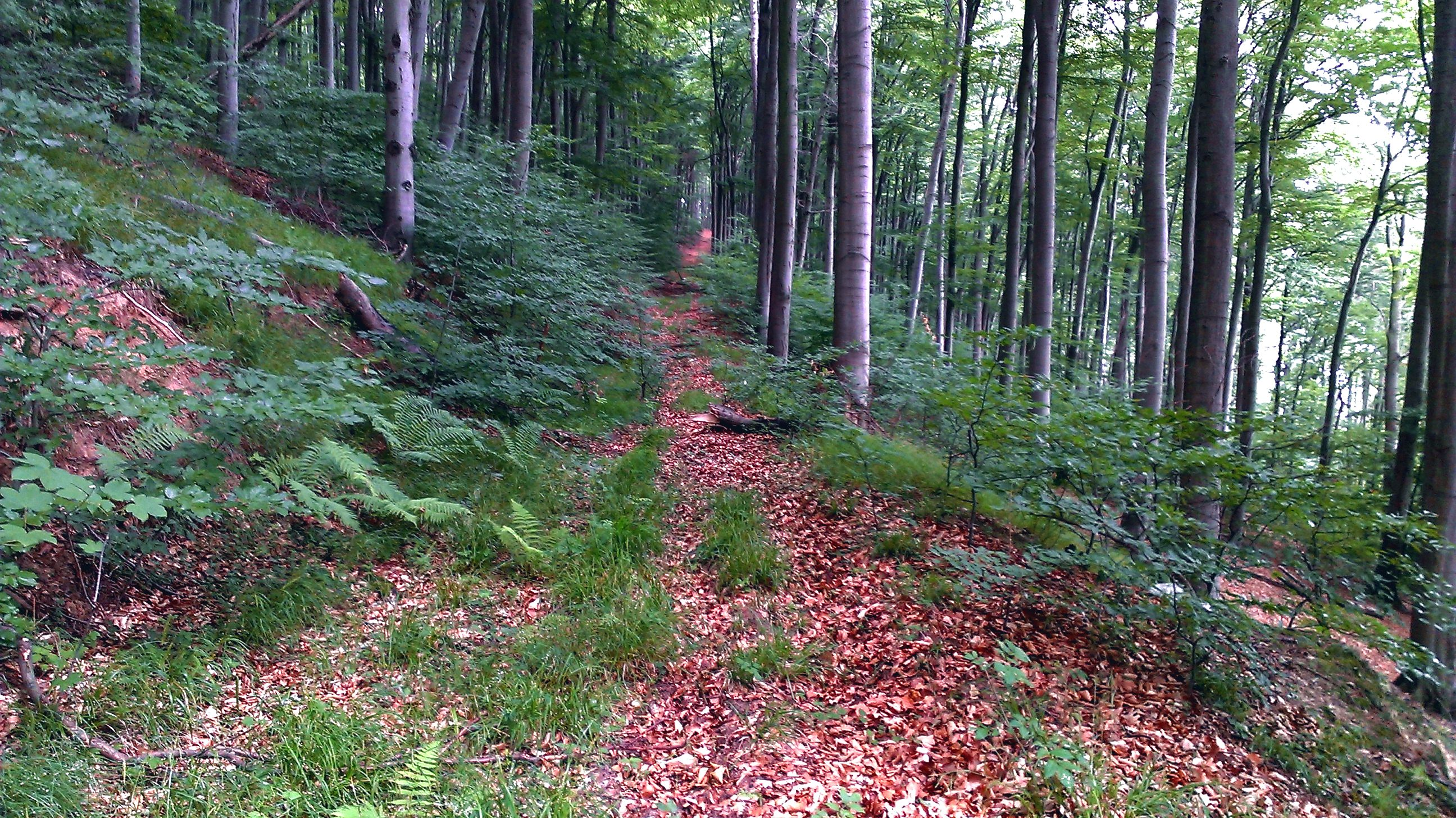
Een bospad door de Heinsener Klippen
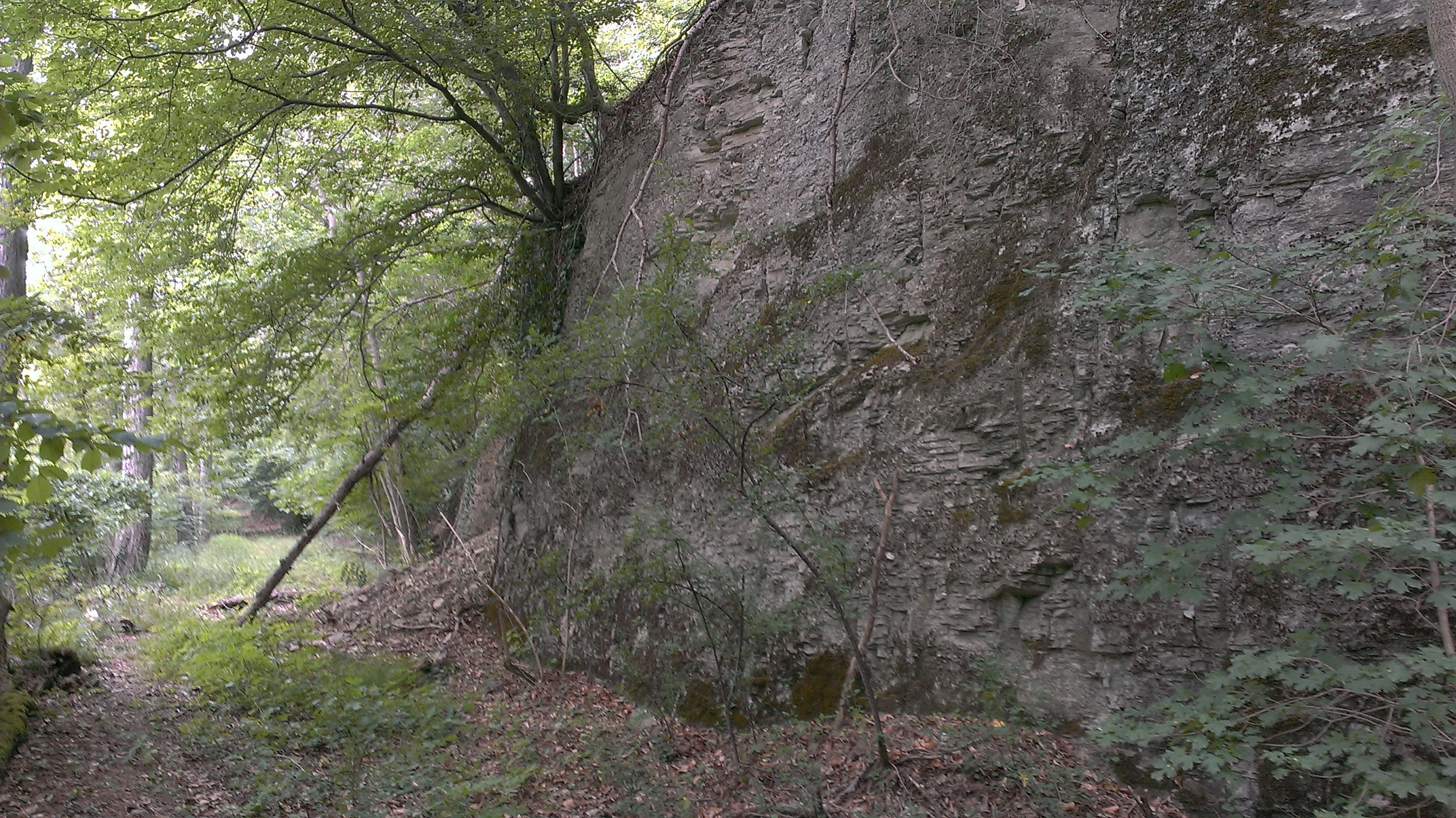
Een van de "klippen" waar het reservaat zijn naam aan dankt.